# 西田郁平

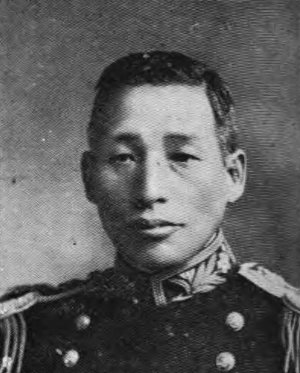
西田郁平

西田 郁平（にしだ いくへい、1881年（明治15年）2月18日 – 1956年（昭和31年）8月11日）は、衆議院議員（立憲民政党）、弁護士。

## 経歴
和歌山県東牟婁郡那智村（現在の那智勝浦町）で、西田業平の息子として生まれる。和歌山県立田辺中学校、第一高等学校を経て、1909年（明治42年）に東京帝国大学法科大学仏法科を卒業した。卒業後、海軍で経理官として勤務し、中主計（主計中尉）に任命されたが、間もなく官を辞した。その後、和歌山市で元代議士の阪本弥一郎とともに弁護士事務所を開いた。
その後、和歌山市会議員に当選し、1929年（昭和3年）から1931年（昭和6年）まで議長を務めた。
1930年（昭和5年）、第17回衆議院議員総選挙に出馬し、当選。当選回数は合計で3回を数えた。
1942年（昭和17年）の第21回衆議院議員総選挙では大政翼賛会の推薦を受けたが落選した。
戦後、公職追放となる。1951年（昭和26年）追放解除。
その他、和歌山商工会議所顧問を務めた。

## 親族
- 長男 西田修平（陸上競技選手、オリンピック銀メダリスト）[3]